# 寳晃院
寳晃院（ほうこういん）は、東京都西東京市住吉町にある真言宗智山派の寺。宝晃院と記されることもある。
山号は金輪山と号し、本尊には不動明王を祀る。本山は練馬区石神井台の三宝寺、総本山は京都市東山区の智積院。
如意輪寺、寶樹院、東禅寺と合わせて保谷四軒寺と呼ばれる（以前は当寺、如意輪寺、寶樹院、西光寺（現総持寺）だったが、西光寺移転後は東禅寺となる）。また、多摩八十八ヶ所霊場の三十六番札所である。

## 歴史
開基・開山などは不詳であるが、俊快僧都（1647年（正保4年）入寂）を中興の祖としており、400年以上の歴史があると考えられる。
明治以前は上保谷村総鎮守の尉殿権現（現・尉殿神社）、上保谷新田の粟嶋明神（現・阿波洲神社）、境村の杵築大社など六社の別当寺であった。また、江戸時代末期より寺小屋を開設していた。

## 文化財
木彫彩色倶利迦羅不動明王像 - 西東京市指定文化財第31号
江戸時代前期頃の造立。尉殿権現社（現尉殿神社）に祀られていた仏像の神体である。1868年（明治元年）の神仏分離令によって、権現号と共にその信仰を禁止（廃仏）されたため、氏子によって保存され、当寺に収蔵されている。
水子地蔵菩薩立像 - 西東京市指定文化財第35号
僧直道が悲願を立て廻国する途上、1771年（明和8年）建立したもの。水子を救済する地蔵菩薩の説話を元に、絵画風の構図を一石に彫刻している。1967年（昭和42年）に東京都教育委員会が三越日本橋本店で開催した『石の地蔵さま展』に出展された。

## 交通
西武鉄道池袋線ひばりヶ丘駅から徒歩16分。

## ギャラリー

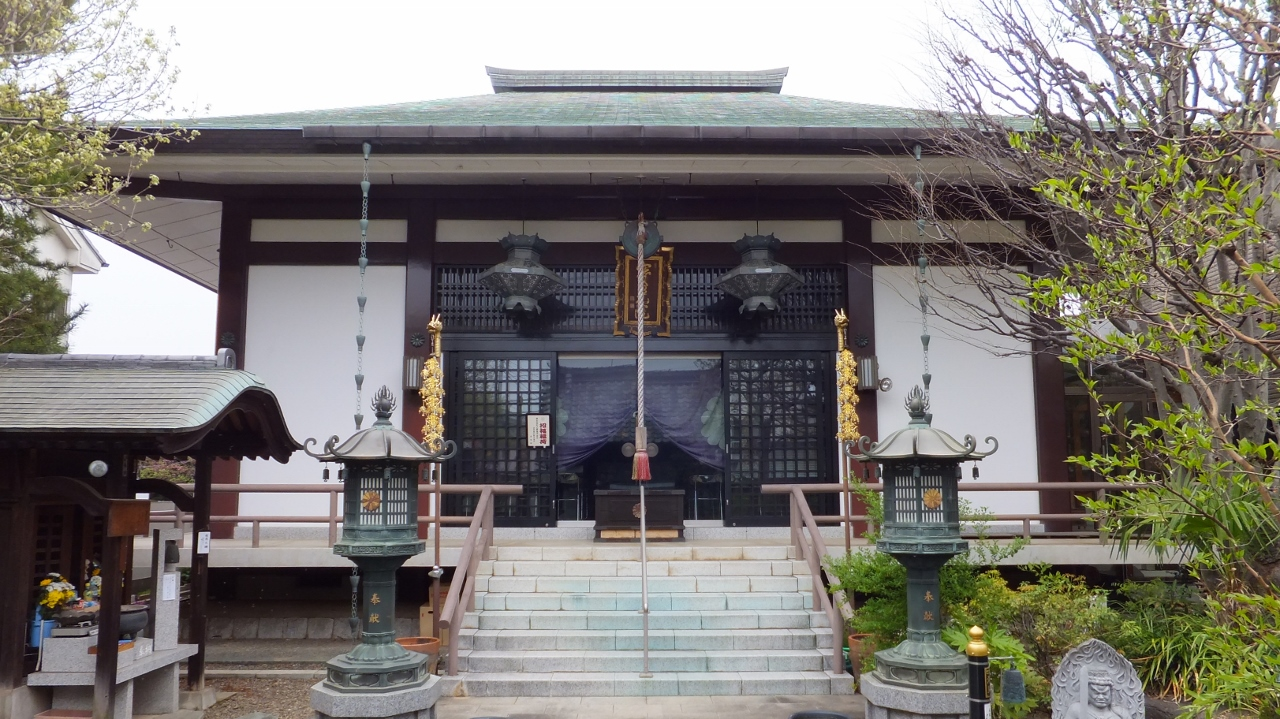
本堂 （2016年4月10日撮影）
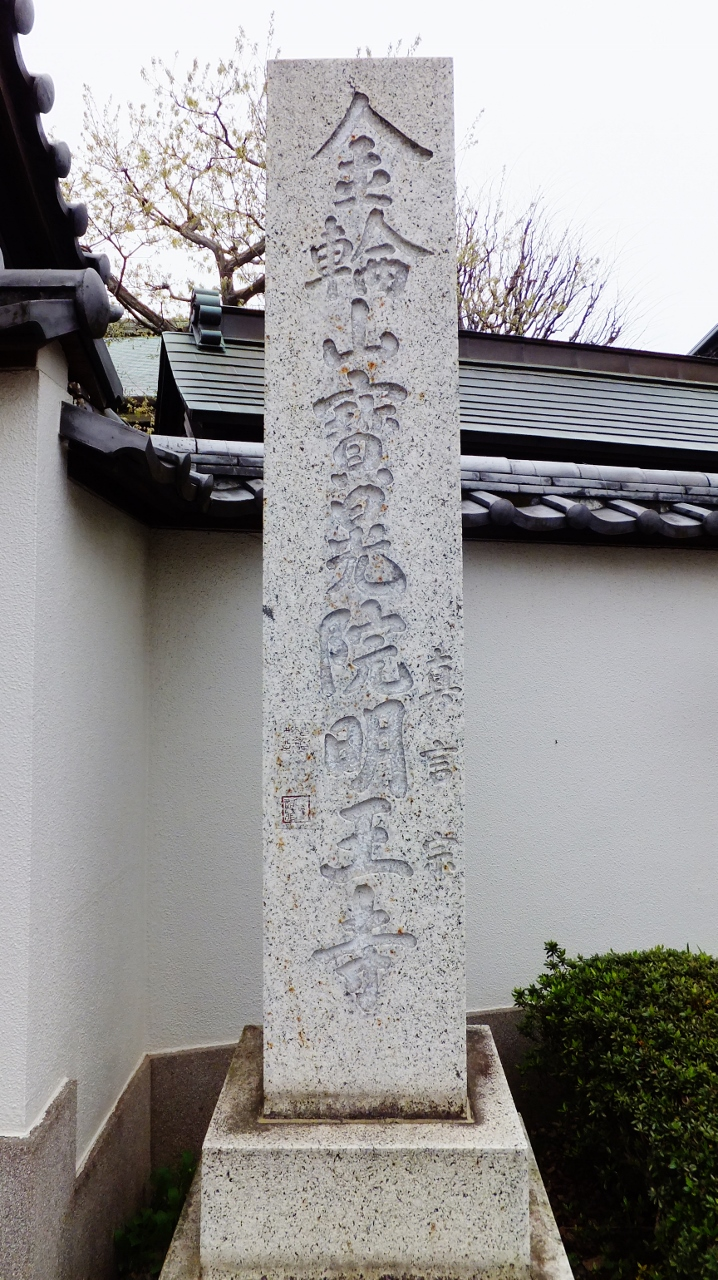
寺標 （2016年4月10日撮影）
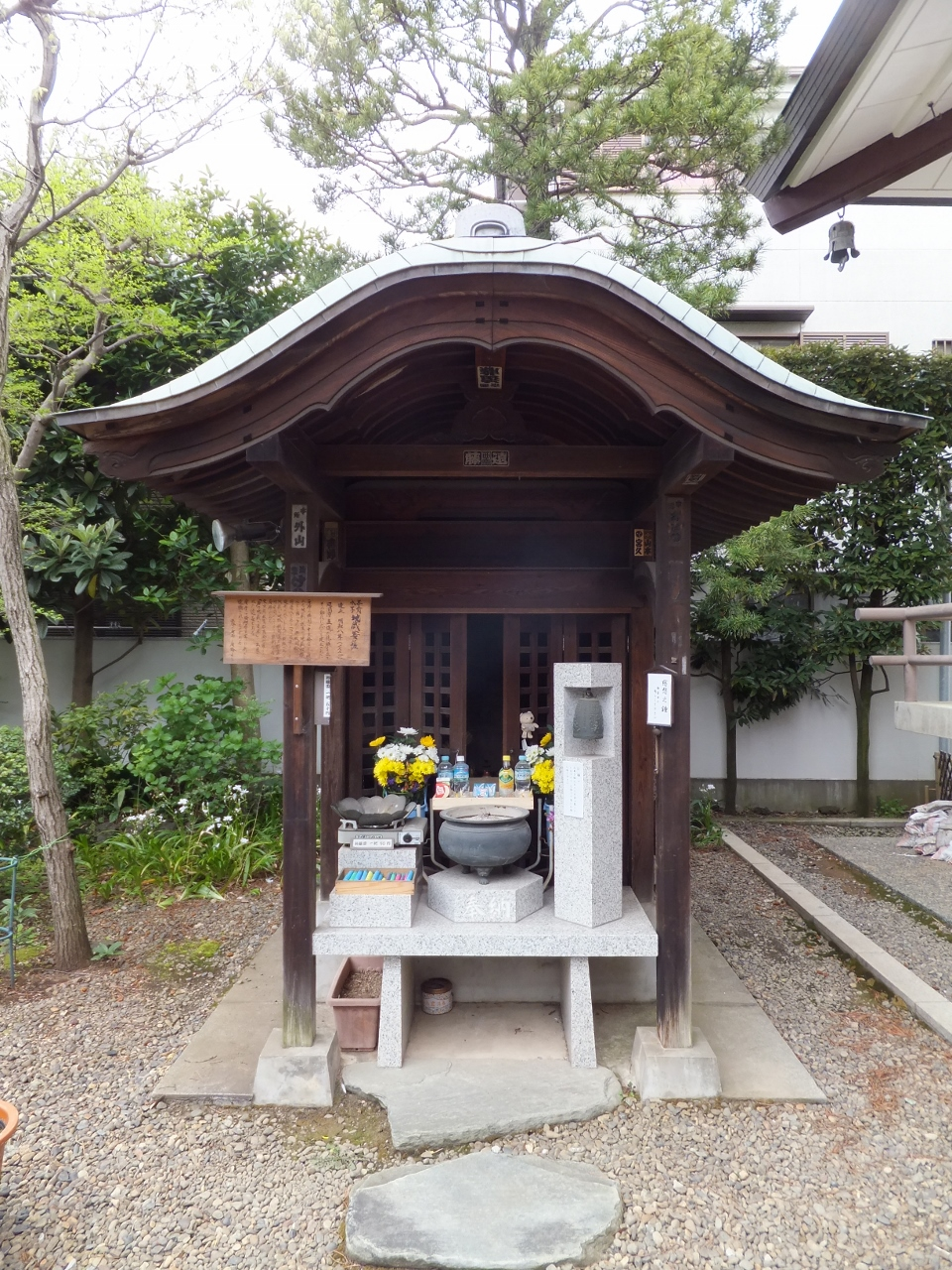
水子地蔵菩薩立像 （2016年4月10日撮影）
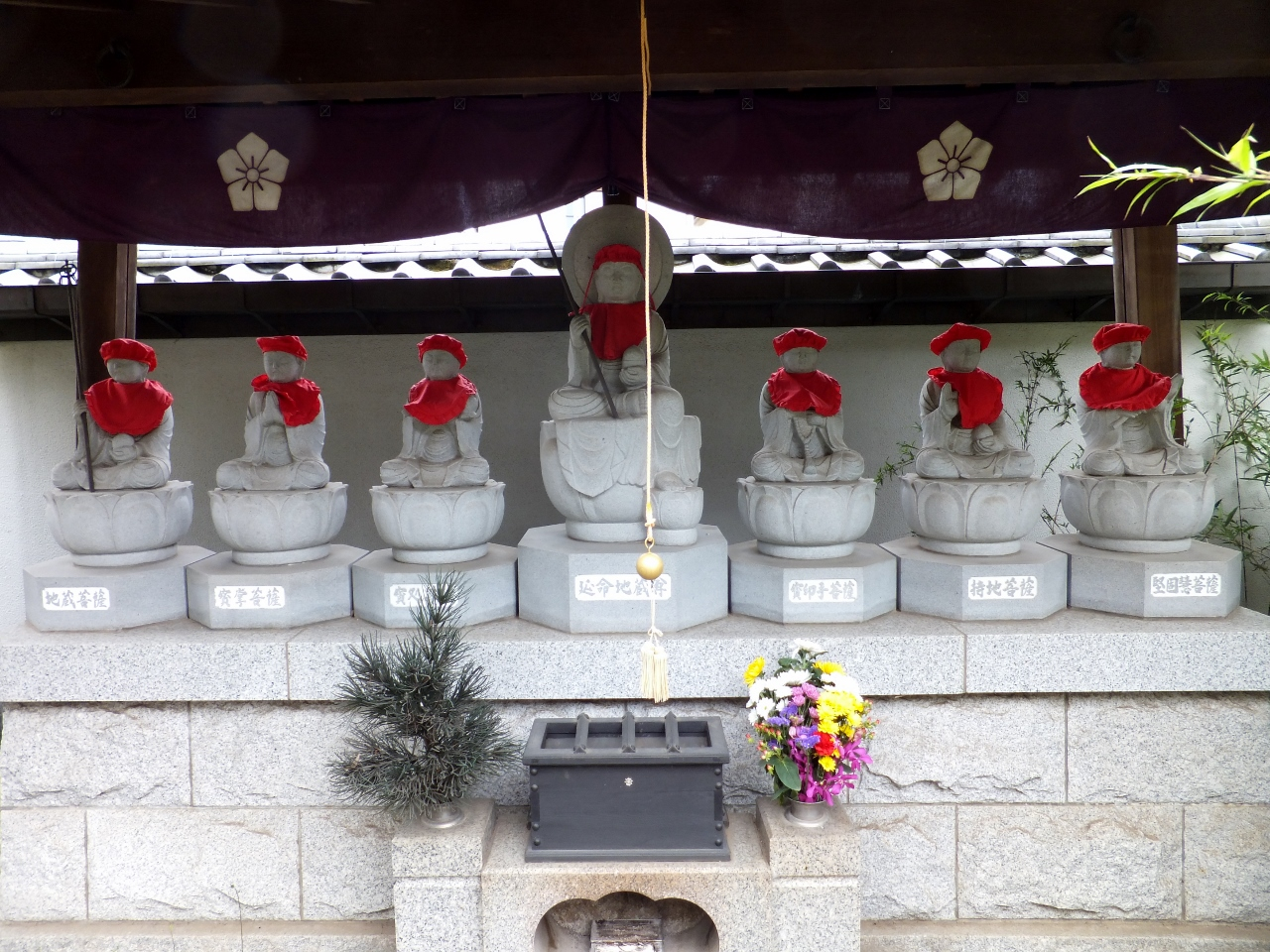
地蔵菩薩坐像 （2016年4月10日撮影）